# Andrea del Sarto

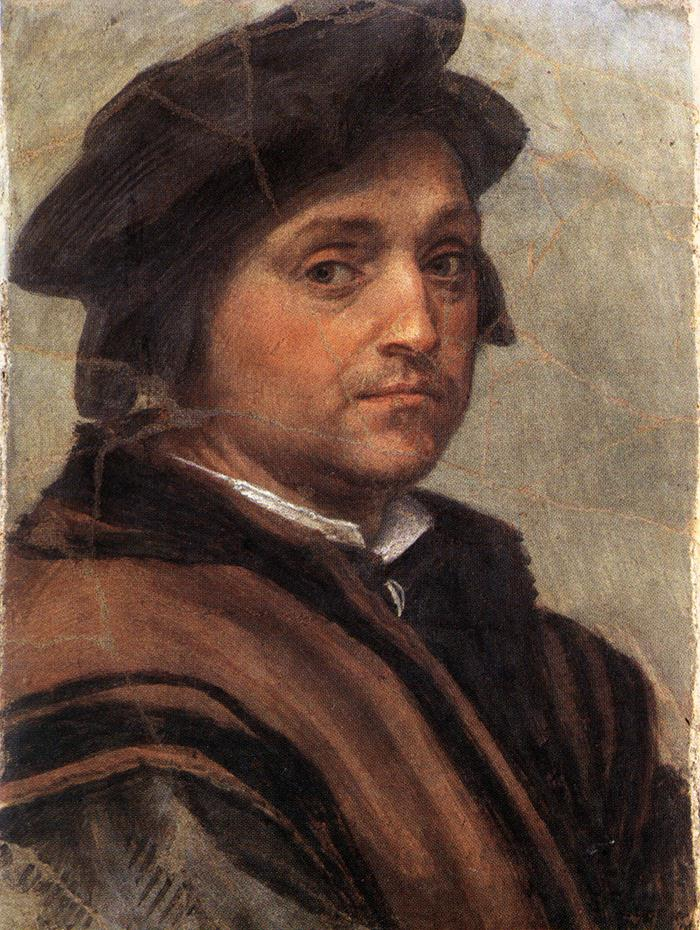
Andrea del Sarto - självporträtt

Andrea del Sarto, född 1487 i Florens, död 1531 i Florens, var en italiensk målare under renässansen.

## Biografi
Andrea del Sarto var son till en skräddare och tog sitt namn efter det italienska ordet för skräddare, sarto. Han tillhörde kretsen runt Piero di Cosimo och tog inflytande från Leonardo da Vinci i sin formbildning, bland annat i Marie födelse (1514, Santissima Annuziata, Florens). Med undantag för ett besök i Fontainebleau 1518–1519 där han arbetade för Frans I bodde Andrea i Florens hela sitt liv.
Hans fresker i Scalzoklostret i Florens, utförda omkring 1511–1526, uppvisar hans typiska eleganta stil, som kom att förebåda manierismen. Som porträttör målade han bland annat 1518–1519 den vekt eleganta Caritas (Louvren). I sina senare verk, såsom Madonna del Sacco (1525, Chiostro dei Morti, Florens) inspirerades Andrea del Sarto av Michelangelo och tar upp draperi-, rörelse- och kompositionsproblem. Hans ljusföring kom att bli mer konstfull med bland annat reflexer i avvikande färger, såsom i Bebådelsen (1530, Galleria Pitti, Florens).